# Magyar vonatkozású Nobel-díjak
A magyar vonatkozású Nobel-díjak vegyes képet mutatnak.
Legalább három csoportra oszthatók azok, akik Nobel-díjat kaptak, és volt/van valamilyen kötődésük Magyarországhoz.
- Magyar Nobel-díjasok (akkor kapták a Nobel-díjat, amikor Magyarországon éltek magyar állampolgárként, és a díjazott munkásságuk magyarországi tevékenységükhöz kötődik) (2 személy)
- Magyarországon születtek, az emigrációban lettek Nobel-díjasok (iskoláikat és egyesek kezdeti munkájukat Magyarországon végezték, majd emigráltak, a Nobel-díjat külföldi állampolgárként kapták) (10 személy)
- Nem Magyarországon születtek, de legalább az egyik szülő magyar származású (9 személy)

## A magyar Nobel-díjasok
- Szent-Györgyi Albert[2] (1893, Budapest – 1986, Woods Hole, USA). Fiziológiai és orvostudományi Nobel-díj, a díjazás éve: 1937. Indoklás: „for his discoveries in connection with the biological combustion processes, with special reference to vitamin C and the catalysis of fumaric acid” („a biológiai égésfolyamatok, különösképpen a C-vitamin és a fumársavkatalízis szerepének terén tett felfedezéseiért”). Az országot 1947 végén hagyta el.
- Kertész Imre (1929, Budapest – 2016, Budapest). Irodalmi Nobel-díj, a díjazás éve: 2002. Indoklás: „for writing that upholds the fragile experience of the individual against the barbaric arbitrariness of history” („írói munkásságért, amely az egyén sérülékeny tapasztalatának szószólója a történelem barbár önkényével szemben”). Kertész Imre Németországban (Berlin) élt, és itt helyezte el életművének kéziratait.[3][4]

## Magyarországon születettek, külföldön lettek díjazottak
Magyarországon jártak elemi, közép- és esetenként felsőfokú iskolákba. Egyesek néhány évet dolgoztak is Magyarországon, ezután emigráltak. A Nobel-díjat külföldi munkásságukért kapták.
- Lénárd Fülöp (Philipp Eduard Anton von Lenard)[5] (1862, Pozsony – 1947, Messelhausen, Németország). Fizikai Nobel-díj, díjazás éve: 1905. Indoklás: „for his work on cathode rays” („katódsugárzással kapcsolatos munkásságáért”). 1882-ben hagyta el az országot. Német állampolgár lett.
- Békésy György  (Georg von Békésy)[6] (1899, Budapest – 1972, Honolulu, USA). Fiziológiai és orvostudományi Nobel-díj, díjazás éve: 1961. Indoklás: „for his discoveries of the physical mechanism of stimulation within the cochlea” („a fül csigáján belüli ingerlés fizikai mechanizmusával kapcsolatos felfedezéseiért”). Az országot 1946-ban hagyta el. (A belső füllel kapcsolatos kutatásait még Magyarországon kezdte el.) Amerikai állampolgár lett.
- Gábor Dénes (Dennis Gabor)[7] (1900, Budapest – 1979, London). Fizikai Nobel-díj, díjazás éve: 1971. Indoklás: „for his invention and development of the holographic method” („a holográfia feltalálásáért és fejlesztéséért”). 1934-ben hagyta el az országot, angol állampolgár lett.
- Wigner Jenő (Eugene Paul "E. P." Wigner)[8] (1902, Budapest – 1995, Princeton, USA). Fizikai Nobel-díj (megosztva), díjazás éve: 1963. Indoklás: „for his contributions to the theory of the atomic nucleus and the elementary particles, particularly through the discovery and application of fundamental symmetry principles” („az atommagok és az elemi részecskék elméletének továbbfejlesztéséért, különös tekintettel az alapvető szimmetriaelvek felfedezésére és alkalmazására”).[9] 1933-ban hagyta el az országot, amerikai állampolgár lett.
- Harsányi János (John Harsanyi)[10] (1920, Budapest – 2000, Berkeley, USA). Közgazdasági Nobel-díj (megosztva), díjazás éve: 1994. Indoklás: „for their pioneering analysis of equilibria in the theory of non-cooperative games” („a nem-kooperatív játékok elméletében az egyensúlyelemzésre vonatkozó úttörő munkásságáért”). 1950-ben hagyta el az országot. Amerikai állampolgár lett.
- Oláh György (George Andrew Olah)[11] (1927, Budapest – 2017, Beverly Hills, USA). Kémiai Nobel-díj, díjazás éve: 1994. Indoklás: „for his contribution to carbocation chemistry” („a pozitív töltésű szénhidrogének tanulmányozásában elért eredményeiért”). 1956-ban hagyta el az országot. Amerikai állampolgár lett.
- Herskó Ferenc (Avram Hershko)[12] (1937, Karcag –). Kémiai Nobel-díj (megosztva), díjazás éve: 2004. Indoklás: „for the discovery of ubiquitin-mediated protein degradation” („az ubikvitin közvetítette fehérje-lebontás felfedezéséért”). 1950-ben hagyta el az országot. Izraeli állampolgár lett.
- Hevesy György (1885, Budapest - 1966, Freiburg im Breisgau) 1943-ban a „radioaktív izotópok indikátorként való alkalmazásáért a kémiai kutatásban” indoklással Hevesy Györgynek ítélték oda a kémiai Nobel-díjat.
- Karikó Katalin (1955, Szolnok –). 2023-ban a fiziológiai-orvostudományi Nobel-díjat adták megosztva Karikó Katalinnak a mRNS-alapú orvoslás alapjainak megteremtéséért, ami a koronavírus elleni új típusú védőoltások gyors kifejlesztését és gyakorlati alkalmazását is lehetővé tette. Az 1985 óta az USA-ban élő kutató a Szegedi Tudományegyetemen is munkálkodott.[13] A díjat Drew Weissman amerikai mikrobiológussal megosztva vehette át.[14]
- Krausz Ferenc (1962, Mór –). Fizikai Nobel-díj 2023-ban, megosztva az Egyesült Államokban tanító francia Pierre Agostini és a Svédországban dolgozó francia Anne L'Huillier fizikusokkal. Az elismerést attoszekundumos fényimpulzusok előállításában való tudományos munkásságukért ítélték meg, melyek az elektronok atomon belüli mozgásának vizsgálatához szükségesek. Krausz Ferenc a BME Fizikai Intézetében kezdte kutatói pályafutását, a 2000-es évek óta pedig Németországban él.[15][16]

## Nem Magyarországon született díjazottak (legalább egyik szülő magyar származású)
- Richard Adolf Zsigmondy[17] (1865, Bécs – 1929, Göttingen). Kémiai Nobel-díj, díjazás éve: 1925. Indoklás: „for his demonstration of the heterogenous nature of colloid solutions and for the methods he used, which have since become fundamental in modern colloid chemistry” („a kolloid oldatok heterogén természetének bizonyításáért és a modern kolloidkémiában alapvető fontosságúvá vált módszereiért”). Szülei magyar származásúak voltak. Zsigmondy osztrák állampolgár volt.
- Bárány Róbert (Robert Bárány)[18] (1876, Bécs – 1936, Uppsala). Fiziológiai és orvostudományi Nobel-díj, díjazás éve: 1914. Indoklás: „for his work on the physiology and pathology of the vestibular apparatus” („vesztibuláris apparátus (egyensúlyszerv) fiziológiájával és kórtanával kapcsolatos munkáiért”). Robert Bárány osztrák állampolgár volt. Szülei magyarok voltak, születése előtt kivándoroltak.
- Milton Friedman[19] (1912, New York – 2006, San Francisco). Közgazdasági Nobel-díj, díjazás éve: 1976. Indoklás: „for his achievements in the fields of consumption analysis, monetary history and theory and for his demonstration of the complexity of stabilization policy” („a fogyasztáselemzéshez, a pénztörténethez és -elmélethez való hozzájárulásáért, valamint a stabilizációs politika összetettségének bemutatásáért”). Milton Friedman amerikai állampolgár volt, szülei magyarok voltak, születése előtt kivándoroltak.
- Daniel Carleton Gajdusek[20] (1923, New York – 2008, Tromsø, Norvégia). Fiziológiai és orvostudományi Nobel-díj (megosztva), díjazás éve: 1976. Indoklás: „for their discoveries concerning new mechanisms for the origin and dissemination of infectious diseases” („a fertőző betegségek terjedésének és eredetének új mechanizmusainak felfedezéséért”). Amerikai állampolgár volt. Édesanyja magyar volt.
- Elie Wiesel[21] (1928, Máramarossziget – 2016, New York). Béke-Nobel-díj: 1986. Indoklás: „Hitler haláltáboraiban történt teljes megalázottság megtapasztalásának és az emberiesség semmibe vevésének” feldolgozására irányuló küzdelmei, valamint a „béke érdekében végzett gyakorlati munkája”. Wiesel amerikai állampolgár volt, szülei magyarok voltak. A második világháború után Franciaországba emigrált, majd az Amerikai Egyesült Államokba.
- Polányi János (John Charles Polányi)[22] (1929, Berlin –). Kémiai Nobel-díj (megosztva), 1986. Indoklás: „for their contributions concerning the dynamics of chemical elementary processes” („elemi kémiai folyamatok dinamikája terén végzett kutatásokért”). Polányi kanadai állampolgár. Szülei magyarok voltak.
- George Stigler[23] (Seattle, 1911. január 17. – Chicago, 1991. december 1.). Közgazdasági Nobel-emlékdíj, 1982. Indoklás: "Az ipari struktúrákról, a piacok működéséről, valamint az állami szabályozás okairól és hatásairól szóló alapvető tanulmányaiért". Anyja Amerikába kivándorolt magyar.
- Alfred Hermann Fried[24](Bécs-Bécs) Béke Nobel díj, 1911 Szülei magyarok voltak. Magyar állampolgárként született. Apja Szigetváron, anya Budapesten született.
- Osheroff Anya szülei Felvidéken születtek.
- Hugh David Politzer Apja, Aladár,  Nádszegen született 1911. Anya, V. Diamant,[25] valószínüleg magyar zsidó volt a családtagok becenevei szerint.